# 反轉
《反轉》（日语：リバース），日本小說家湊佳苗創作的推理小說，2015年5月19日由講談社出版單行本，2017年3月15日由講談社文庫發行文庫本。
2017年3月，TBS電視台翻拍為金22時段的電視劇。

## 概要
某日，深瀨和久的女朋友越智美穗子收到一封寫著「深瀨和久殺了人」的信，越智美穗子因而開始不信深瀨和久，深瀨和久亦決定與淺見康介、村井隆明及谷原康生面對好友廣澤由樹的死亡真相... ...

## 登場人物
深瀨和久
主角。喜歡在咖啡中放蜜糖並飲用。
廣澤由樹
深瀨的大學同學。在3年前的旅行中因意外而死。
淺見康介
深瀨的大學同學。楢崎高校的社會科教師。廣澤死後決定戒酒。
木田瑞希
廣澤的高中同學。淺見的同僚。國語教師。
村井隆明
深瀨的大學同學。父親是縣議會議員。
谷原康生
深瀨的大學同學。大學時期與廣澤同屬一個棒球隊。
越智美穂子
深瀨的戀人。於麵包店工作

## 電視劇
《反轉》，是2017年4月14日至2017年6月16日於日本TBS電視台金22時段（22:00 - 22:54，JST）播出的電視連續劇，改編自湊佳苗的同名推理小說，由藤原龍也主演。本劇是繼2013年1月於同時段播出的《夜行觀覽車》及2014年10月於同時段播出的《為了N》以來，同班底再度改編的湊佳苗原作之電視劇。

### 概要
深瀨和久在常去的咖啡店遇見越智美穂子，並墮入愛河。某日，記者小笠原俊雄突然出現，希望深入了解10年前畢業旅行中所發生的事。當時深瀨等人讓廣澤由樹酒後駕駛至車站接載村井隆明和村井明日香，而廣澤卻在事故現場失蹤了，直至半年後才發現廣澤屍體。因越智收到一封寫著「深瀨和久殺了人」的信，深瀨與越智的美好人生因而逆轉。與此同時，深瀨的大學同學也收到同樣告發信，越智也被人襲擊，谷原康生在車站被人推下月台，昏迷不醒。一直調查事件真相的深瀨，發現自己並不了解廣澤，為更了解廣澤，決定與淺見康介前往廣澤的故鄉愛媛縣。（至第6話）

### 登場人物

#### 主要人物
深瀬和久〈32〉
演 - 藤原龍也（香港配音：梁偉德）
越智美穗子〈30〉
演 - 戶田惠梨香（香港配音：張頌欣）
淺見康介〈32〉
演 - 玉森裕太（Kis-My-Ft2）（香港配音：胡家豪）
廣澤由樹〈享年22〉
演 - 小池徹平（香港配音：李凱傑）
村井隆明〈32〉
演 - 三浦貴大（香港配音：劉奕希）
村井明日香 → 谷原明日香〈27〉
演 - 門脇麥（香港配音：葉曉欣）
谷原康生〈33〉
演 - 市原隼人（香港配音：陳卓智）

#### 越智家
越智浩子
演 - 石野陽子（香港配音：黃玉娟）

#### 廣澤家
廣澤忠司〈65〉
演 - 志賀廣太郎（香港配音：林國雄）
廣澤昌子〈57〉
演 - 片平渚（香港配音：黃麗芳）

#### 村井家
村井明正〈70〉
演 - 村井國夫（香港配音：盧國權）
村井香織〈26〉
演 - 趣里（香港配音：吳羨婷）

#### 谷原家
谷原七海〈3〉
演 - 古田結凪（香港配音：羅孔柔）

#### 其他
乾恭子〈48〉
演 - YOU（香港配音：謝潔貞）
小笠原俊雄〈65〉
演 - 武田鐵矢（香港配音：朱子聰）
森下泉〈23〉
演 - 藤本泉（香港配音：成瑤孆）
藤崎莉子〈17〉
演 - 山口麻友（香港配音：陳皓宜）
相良了平〈17〉
演 - 鈴木仁（香港配音：鄧港文）
甲野伸之〈52〉
演 - 山崎銀之丞（香港配音：馮志輝）
沼淵琴葉〈42〉
演 - 篠原友希子（香港配音：劉惠雲）
乾圭介〈48〉
演 - 水牛吾郎A（香港配音：張錦江）
古川大志
演 - 尾上寬之（香港配音：張方正）
松永陽一
演 - 山崎裕太（香港配音：李致林）
川本友里
演 - 夏菜（香港配音：羅孔柔）
成瀨慎司
演 - 窪田正孝（香港配音：李凱傑）
遠藤彩花
演 - 杉咲花（香港配音：陳皓宜）

### 製作團隊
- 原作：湊佳苗《反轉》
- 劇本：奥寺佐渡子、清水友佳子
- 配樂：橫山克
- 主題曲：〈Destiny〉香奈兒
- 製作人：新井順子
- 導演：塚原亞由子、山本剛義、村尾嘉昭
- 製作：DREAMAX TELEVISION（日语：ドリマックス・テレビジョン）、TBS電視台戲劇製作部

### 播出日程與收視率
| 集數                                                    | 播出日期      | 標題                                          | 編劇       | 導演       | 收視率 |
| ------------------------------------------------------- | ------------- | --------------------------------------------- | ---------- | ---------- | ------ |
| 1                                                       | 2017年4月14日 | 摯友之死所隱藏的秘密……10年後的復仇正式開始    | 奧寺佐渡子 | 塚原亞由子 | 10.3%  |
| 2                                                       | 2017年4月21日 | 坦承罪行……10年前發生的雪山悲劇                | 奧寺佐渡子 | 塚原亞由子 | 06.3%  |
| 3                                                       | 2017年4月28日 | 又出現犧牲者……！控訴者的身影逼近              | 奧寺佐渡子 | 塚原亞由子 | 10.5%  |
| 4                                                       | 2017年5月05日 | 犯人是女性？從月台跌落……接著要犧牲的是誰      | 奧寺佐渡子 | 山本剛義   | 08.6%  |
| 5                                                       | 2017年5月12日 | 女友遭魔爪襲擊……又有一個人消失了              | 清水友佳子 | 村尾嘉昭   | 09.0%  |
| 6                                                       | 2017年5月19日 | 第二章開始……新的嫌疑者！隱藏在愛媛的摯友之謎  | 奧寺佐渡子 | 山本剛義   | 07.4%  |
| 7                                                       | 2017年5月26日 | 最後7分鐘衝擊的劇情發展！揭開控訴者的身分……！ | 清水友佳子 | 村尾嘉昭   | 07.3%  |
| 8                                                       | 2017年6月02日 | 最糟糕的復仇劇……控訴者的真正目的是？          | 奧寺佐渡子 | 塚原亞由子 | 07.5%  |
| 9                                                       | 2017年6月09日 | 真正的犯人終於揭曉！殺死摯友的是這個人！      | 清水友佳子 | 山本剛義   | 10.4%  |
| 10                                                      | 2017年6月16日 | 誰也不知道真正的結局……今晚一切都將揭曉        | 奧寺佐渡子 | 塚原亞由子 | 10.2%  |
| 平均收視率 8.8%（收視率由Video Research於關東地區統計） |               |                                               |            |            |        |

- 註：第一話為加長版，播出時間22：00－23：09。

### 獲獎項目
- 第8回CONFiDENCE日劇大獎（2017年春季） - 最佳作品賞、劇本賞（奥寺佐渡子、清水友佳子）[14]。
- 第93回日劇學院賞（2017年春季） - 最佳作品賞、男主角賞（藤原龍也）、劇本賞（奥寺佐渡子、清水友佳子）[15]

## 外部連結
- 講談社官方網站（原著）（日語）
- TBS電視台官方網站（電視劇）（页面存档备份，存于） （日語）
- 互联网电影数据库（IMDb）上《反轉》的资料（英文）

## 節目的變遷
| 日本 TBS電視台 週五連續劇              | 日本 TBS電視台 週五連續劇          | 日本 TBS電視台 週五連續劇 |
| -------------------------------------- | ---------------------------------- | ------------------------- |
|                                        | 反轉 （2017.04.14 - 2017.06.16）   |                           |
| 下剋上考試 （2017.01.13 - 2017.03.17） | 偵探物語 （2017.07.14 - 2017.09.） |                           |

| 香港 無線電視J2 星期六 23:00 - 00:05 及 星期日 22:30 - 23:35 6月25日 22:30 - 23:45 7月8日 暫停播映 | 香港 無線電視J2 星期六 23:00 - 00:05 及 星期日 22:30 - 23:35 6月25日 22:30 - 23:45 7月8日 暫停播映 | 香港 無線電視J2 星期六 23:00 - 00:05 及 星期日 22:30 - 23:35 6月25日 22:30 - 23:45 7月8日 暫停播映 |
| -------------------------------------------------------------------------------------------------- | -------------------------------------------------------------------------------------------------- | -------------------------------------------------------------------------------------------------- |
| | （2017.06.25 - 2017.07.30）                                                                        | |
| （2017.05.13 - 2017.06.18）                                                                        | （2017.08.05 - 2017.09.03）                                                                        | |